# Comuna Hvîntove, Burîn
Hvîntove (în ucraineană Гвинтове) este o comună în raionul Burîn, regiunea Sumî, Ucraina, formată din satele Hvîntove (reședința), Konovalove, Neceaiivka și Șevcenkove.

## Demografie
Componența lingvistică a comunei Hvîntove
     Ucraineană (95,56%)
     Rusă (3,92%)
     Alte limbi (0,09%)
Conform recensământului din 2001, majoritatea populației comunei Hvîntove era vorbitoare de ucraineană (95,56%), existând în minoritate și vorbitori de rusă (3,92%).